# Prezza
Prezza település Olaszországban, Abruzzo régióban, L’Aquila megyében. Lakosainak száma 869 fő (2023. január 1.). Prezza Anversa degli Abruzzi, Bugnara, Cocullo, Goriano Sicoli, Pratola Peligna, Raiano és Sulmona községekkel határos.

## Népesség
A település lakossága az elmúlt években az alábbi módon változott:

| 2018 | 947 |
| 2023 | 869 |